# Bernardino Gracias
Bernardino João Salvador Gracias (Pangim, Ilhas Nova Goa, 1 de abril de 1889 — Lisboa, 17 de Setembro de 1966) foi um português, nascido em Goa durante a governação portuguesa, que investiu muito do seu tempo a ensinar, estudar, investigar e escrever.

## Biografia
Pertencente a uma antiga família da Goa portuguesa - família Gracias, filho de José António Ismael Gracias e de Maria Lucina Pacheco, casou em 3 de Outubro de 1921, com Maria dos Anjos de Sá Regallo Gracias, perto de Sintra, vindo a falecer em Lisboa (freguesia de Nossa Senhora de Fátima), com um enfarto de miocárdio, em 17 de Setembro de 1966, com 77 anos.
O Dr. Bernardino João Salvador Gracias era irmão do desembargador Dr. Ismael Gracias e, do Dr. António Benjamim Gracias, à data da sua morte, juiz de direito em Luanda.
Neto do Governador de Damão, major de Artilharia Bernardino Camilo de Santana Pacheco, veio para Portugal em 1910, com o curso dos liceus feito com distinção.
Tocava Piano, embora não se saiba ao certo se cursou piano no Conservatório de Lisboa.
Formou-se pela Escola Colonial de Lisboa – 1913 – tendo-se licenciado em Letras (secção de Filologia Germânica – 1917) e em Direito – 1922, pela Universidade de Lisboa; cursou também as cadeiras de língua e literatura sânscrita, clássica e védica, e do árabe, anexas à Faculdade de Letras, bem como as de Biblioteconomia, Arqueologia e Paleografia do Arquivo Nacional da Torre do Tombo.
No concurso à escola Normal Superior de Lisboa, apresentou a tese: O Lugar do Inglês no quadro geral das línguas indo-europeias (1920), tendo dois anos depois, no exame de Estado da mesma escola, defendido outra, sob o título O ensino da língua inglesa nos cursos complementares dos liceus.
Exerceu o magistrado do 3º grupo (Inglês e Alemão), nos liceus de Santarém, Macau, Setúbal, Lourenço Marques (hoje Maputo) e Lisboa.
Era também licenciado em Direito. E, como se pode ler, no nº 2 do Boletim publicado pela Delegação de Santarém da Ordem dos Advogados, em Out.Dez. de 2002 num artigo da autoria de Joaquim Martinho da Silva: " O ano de 1929 começa com um novo advogado, o Dr. Bernardino Gracias." E, ainda: " .... E por todo o ano são estes os advogados que vão digladiar-se nas barras do Tribunal, juntamente com o Dr. J. Boavida Justino que se vai juntar ao Dr. Bernardino Gracias no Largo do Terreirinho das Flores, 2, e do Dr. Pinto Garção, ambos aqui chegados no fim do ano....".
No V Congresso do Professorado e Ensino Secundário, realizado em Coimbra em 1931, apresentou uma notável comunicação sobre Educação Cívica nos Liceus.
Colaborou com vários jornais e revistas, entre outros no Oriente Português, valiosa revista da comissão de Arqueologia da Índia Portuguesa, dirigida por seu Pai; no Elmano, de Setúbal; Labor, de Aveiro; Revista da Federação Académica de Lisboa, de Lisboa; Liberdade, Boletim da Sociedade de Geografia de Lisboa, Boletim da Classe de Letras da Academia das Ciências, Revista de História, de Lisboa, e no Instituto de Coimbra.
Publicou alguns estudos como Música Indú, Lisboa, 1917; Do Teatro na Literatura indo-árica, Coimbra, 1928; A importância e o valor educativo da língua inglesa, Aveiro, 1929. Traduziu do original sânscrito o drama Xacuntalá ou Sakuntala, Coimbra, 1919, e traduziu, anotou e prefaciou A Nuvem Mensageira, Lisboa, 1925, ambos de Kalidaça.
Foi sócio da Sociedade de Geografia de Lisboa, do Instituto de Coimbra e da Academia das Ciências de Portugal.
Em 1949, publicou um Manual de Bridge.
Em 1965 publicou um ensaio sobre Camilo Castelo Branco- Camilo suicida, que a crítica recebeu com alvoroço.
A lista dos livros, ensaios ou estudos por si publicados, pode encontrar-se na Biblioteca Nacional de Lisboa.
Além de professor de inglês, alemão, latim e português, devemos considerá-lo um pensador, filósofo, ensaísta e escritor.